# Теодор Атамански
Теодор Атамански (на гръцки: Θεόδωρος της Αθαμανίας, Theodorus) е цар на атаманците в древния град Атамания в югоизточен Епир в Северна Гърция. Той е известен с надписа, намерен в храм в Делос, че дъщеря му Фила му го поставила преди 225 пр.н.е.
През 250 пр.н.е. цар Теодор създава град Теодория (днешна Теодориана).